# عصام فايز
عصام فايز (مواليد 6 مارس 2000) لاعب كرة قدم إماراتي من أصل مغربي يجيد اللعب كلاعب وسط مع نادي عجمانالإماراتي ومنتخب الإمارات. 

## مسيرة اللاعب
لعب في الفئات السنية في نادي أولمبيك خريبكة وانتقل إلى نادي عجمان الإماراتي في عام 2018 وحصل على الجنسية الإماراتية في عام 2023 واختير لتمثيل منتخب الإمارات.

## روابط خارجية
- عصام فايز على موقع Soccerway.com (الإنجليزية)